# Faith and Freedom Coalition
Faith and Freedom Coalition (en català: coalició fe i llibertat) es una organització sense ànim de lucre, cristiana, americana, i conservadora. L'organització va ser fundada l'any 2009 pel fundador de la Christian Coalition of America, Ralph E. Reed Junior. El seu fundador va descriure a l'organització "com una versió del segle xxi de la Coalició Cristiana". Reed va dissenyar a la nova organització perquè servís com a pont entre els votants evangèlics i el Tea Party.
L'organització va créixer ràpidament amb centenars de milers de persones que li donaven suport, i amb centenars de capítols locals. Reed i la seva organització, van donar suport a la campanya electoral de Mitt Romney i Paul Ryan, l'any 2012, després d'organitzar un debat per als candidats republicans, i un capítol estatal va estar implicat en les eleccions estatals l'any 2011.
La coalició s'oposa a l'avortament i als matrimonis del mateix sexe, i dona suport a un govern limitat, a les baixades d'impostos, a la reforma educativa, al lliure comerç, a una defensa nacional forta, i dona suport a Israel.
La Faith and Freedom Coalition, va celebrar la seva primera conferència en el mes de setembre de l'any 2010, a Washington DC, amb participants prominents com ara; Newt Gingrich, Karl Rove, i Bob McDonell, el aleshores governador de Virgínia. Altres participants prou coneguts van ser; Gary Bauer, el republicà Lynn Westmoreland, Richard Land, el republicà Randy Forbes, Herman Cain, el republicà Tom Price, Dinesh D'Souza i Rick Santorum.
En el mes de juny de l'any 2014, es va celebrar una conferència a Washington DC. L'esdeveniment va comptar amb la participació de convidats tals com el senador Bobby Jindal, Monica Crowley, el senador republicà Ted Cruz, el senador Mitch McConnell, i el senador Mike Huckabee. L'activista conservadora Phyllis Schlafly va rebre el premi Winston Churchill per al lideratge conservador i pel seu historial d'activisme.